# Panarea (film)
Panarea è un film italiano del 1997 diretto da Pipolo.

## Trama
Durante un fine settimana estivo nell'isola di Panarea, s'intreccia una serie di storie d'amore fra i villeggianti.
Pancrazio, che ha fama di superdotato e che probabilmente per questo fatto è soprannominato "Pizellone", è innamorato della sua amica d'infanzia Simona che lo usa per stimolare la gelosia del suo ex ragazzo, Andrea, un culturista pugliese. L'ultima sera di vacanza, lei finalmente ha l'attenzione di Andrea, e Pancrazio si stanca di andarle dietro e viene corteggiato da una bella francese, ma, quando i due si appartano, Simona manda a quel paese Andrea e dice a Pancrazio che lui deve stare solo con lei, così alla fine si mettono insieme.
Riccardo e Luca, due amici per la pelle noti per le loro conquiste, perdono la testa di fronte alla nuova arrivata Alessandra. I due se ne fanno di tutti i colori per conquistarla fin quando, alla fine della vacanza, la ragazza li gioca entrambi e non si concede a nessuno. Ciononostante, l'amicizia tra i due ragazzi resta forte e si preparano a corteggiare altre fanciulle, stavolta una a testa.
Due sorelle, Claudia e Maria, sono innamorate dello stesso ragazzo, Enrico (detto Sandokan). Claudia è minorenne ed Enrico non vuole averci a che fare, ma lei continua ad insistere per una relazione fisica. Per eliminare la concorrenza della sorella, gli fa credere che sia lesbica, e alla fine tra lui e quest'ultima non funziona quando lui, stupito dal fatto che Maria lo corteggi, crede di essere la sua prima conquista maschile, offendendola.
Giorgio Bedoni, rampollo di buona famiglia, viene lasciato solo dai genitori e si fa convincere da Antonio, il suo cameriere, a organizzare un festino nella villa paterna. Nell'occasione riesce infine a sbloccare la sua timidezza verso Amanda, la ragazza che gli piace.

## Produzione
Il film, prodotto da Giovanni Di Clemente per una cifra di sette miliardi e mezzo di lire, vede un cast composto da attori all'esordio cinematografico, ma con già alcune esperienze nel mondo dello spettacolo (fra cui Alessia Merz, già velina di Striscia la notizia). Le riprese si sono svolte nell'isola di Panarea, con alcune scene girate a Fiumicino; il sonoro è stato registrato in presa diretta, anche se la versione definitiva del film è stata doppiata, sotto la direzione di Michele Gammino.

## Colonna sonora
I brani musicali facenti parte della colonna sonora sono stati selezionati da Claudio Casalini.
1. Los Servilla - Macarena
2. Blizzard - Without You
3. Whigfield - Sexy Eyes
4. D.C. Mark - Baby Love
5. The Great Family - Somebody to Love (Droid Mix)
6. Brothers House - Funky (Funky Mix)
7. Los Cantantes - El verano
8. Skee Io - I Wish
9. Chaomama - Meneaito
10. Niccolò Fabi - Dica
11. Grupo Verano - Soy tu marido
12. Fernandito Villalona - La hamaquita
13. Grupo Verano - Esa negra quiere un macho
14. Joy Salinas - Give Me a Break

## Distribuzione
Il film è stato distribuito nelle sale a partire dal 10 gennaio 1997, in periodo post-natalizio.

## Accoglienza
Il film ottenne nell'immediato uno scarso successo al botteghino e pareri negativi da parte della stampa specializzata; tuttavia nel tempo è diventato un vero e proprio cult nel cinema trash dell'epoca.